# Годеж в манастира
„Годеж в манастира“ е лирико-комична опера от Сергей Прокофиев в четири действия (девет картини). Композирана е през 1940 – 41 г. Либретото е написано на руски от самия Прокофиев и неговата спътница в живота Мира Менделсон Прокофиева.
Действащи лица
- Дон Жером, севилски благородник – тенор
- Фердинанд, Луиза: деца на благородника – тенор, сопран
- Дуеня: възпитателка на Луиза – алт
- Антонио – тенор
- Клара д'Алманца: приятелка на Луиза – мецосопран
- Мендоза: богат търговец на риба – бас
- Дон Карлос: обеднял благородник, приятел на Мендоза – баритон
- Отец Августин: игумен на манастира – баритон
- Отец Елустаф, Отец Шартрьоз, Отец Бенедиктин: монаси – тенор, баритон, бас
- Първи послушник – тенор
- Втори послушник – тенор
- Лаурета: камериерка на Луиза – сопран
- Розина: камериерка на Клара – алт
- Лопец: прислужник на Фердинанд – тенор
- Приятел на Дон Жером – без думи, свири на корнет
- Санхо: слуга на Дон Жером – без думи, свири на барабан

Действието се развива в Севиля в началото на 18 век.

## История на създаването
Сергей Прокофиев пристъпва към създаването на операта си „Годеж в манастира“ в най-зрялата си възраст, през 1940 г., когато вече е автор на няколко оперни произведения и балети; непосредствено преди това той завършва партитурата на операта си „Семьон Корко“. Сергей Прокофиев сам написва либретото по комедията на Шеридан, а няколкото стихотворни текста съчинява Мира Менделсон, която през 1941 г. става жена на композитора.
Композиторът нарича операта си „Годеж в манастира“, защото оригиналното название „Дуеня“ според него не звучи добре на руски. Първото изпълнение на опрата се е състояло на 3 ноември 1946 г. в Ленинград.
В България „Годеж в манастира“ се изнася за пръв път от Варненската опера през 1962 г. Диригент – Б. Черпански, режисьор – Н. Николов.

## Музика
„Годеж в манастира“ е втората комична опера на Прокофиев след „Любовта към трите портокала“. Изключително характерна е музикалната фраза, която той често повтаря „Мендоза, ти си хитър момък“ и която е придобила значение на своеобразен лайтмотив.